# Rotigonalia olivacea
Rotigonalia olivacea är en insektsart som beskrevs av Rodney Ramiro Cavichioli 2000. Rotigonalia olivacea ingår i släktet Rotigonalia och familjen dvärgstritar. Inga underarter finns listade i Catalogue of Life.